# Škoda Fabia S2000
El Škoda Fabia S2000 es un automóvil de competición basado en el Škoda Fabia con homologación Super 2000. Fue construido por Škoda Motorsport, homologado por la FIA en 2008 e hizo su debut en el Rally de Montecarlo de 2009. Ha sido utilizado por la propia Škoda, por Volkswagen y sobre todo por equipos privados tanto en competiciones internacionales como regionales.
Ha logrado varias victorias en diferentes competiciones de rally como el Campeonato de Europa de Rally, el IRC o en los campeonatos complementarios del mundial, el Campeonato Super 2000 y el Campeonato de Producción. Ha conquistado los títulos del IRC en 2010 y 2011 con Andreas Mikkelsen y el Campeonato de Europa en 2012 con Juho Hänninen, 2013 con Jan Kopecký y 2014 con Esapekka Lappi el Campeonato Asia-Pacífico de Rally en 2012 con Chris Atkinson, 2013 con Gaurav Gill y 2014 Jan Kopecký, y el Campeonato Sudamericano de Rally en 2013 con Gustavo Saba.
El Škoda Fabia S2000 posee tracción a las cuatro ruedas, tres diferenciales activos, un motor atmosférico de 2.0 litros de cuatro cilindros que alcanza una potencia de 280 cv a 8000 vueltas y un par máximo de 245 Nm. Pesa 1200 kg y tiene una carrocería con una estética agresiva y con un ancho de vías ensanchado.
Una de las primeras apariciones públicas de este modelo fue en agosto de 2008 en el Rally de Zlín (prueba disputada en la República Checa) pero como vehículo cero y pilotado por Jan Kopecky, puesto que no disponía todavía de ficha de homologación y no podía tomar la salida.

## Victorias

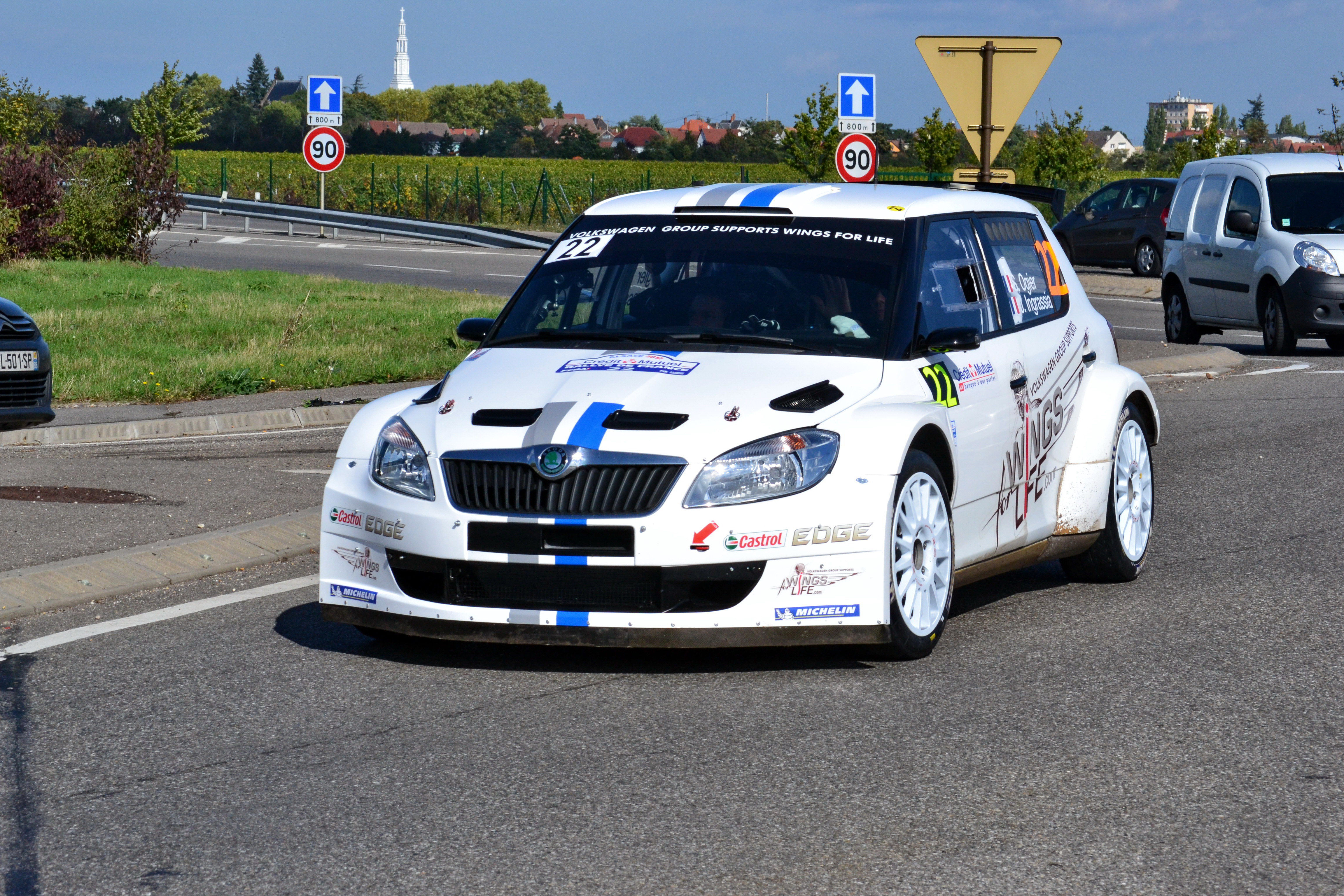
Skoda Fabia S2000 de Sébastien Ogier utilizado durante la temporada 2012 en el Campeonato del Mundo de Rally.

La primera victoria en un certamen internacional lograda por el Fabia S2000 fue en el Rally de Rusia de 2009, prueba incluida en el Intercontinental Rally Challenge pilotado por el finés Juho Hänninen. Esa misma temporada logró tres victorias más: dos con Jan Kopecký, Zlín y Príncipe de Asturias y una con Guy Wilks en Escocia. Al año siguiente el Fabia conseguiría siete victorias más en el IRC con diferentes pilotos y dos triunfos en el Campeonato de Europa. En 2011 venció en ocho ocasiones dentro del IRC y logró solo una victoria en el europeo. En 2012 protagonizó el IRC y el europeo consiguiendo ocho triunfos en cada certamen.
En los campeonatos de PWRC y SWRC también ha logrado varias victorias.

### IRC
| N.º | Año  | Rally                                           | Piloto            | Copiloto          |
| --- | ---- | ----------------------------------------------- | ----------------- | ----------------- |
| 1   | 2009 | Rally Russia                                    | Juho Hänninen     | Mikko Markkula    |
| 2   | 2009 | 39. Barum Czech Rally Zlín 2009                 | Jan Kopecký       | Petr Starý        |
| 3   | 2009 | 46. Rallye Príncipe de Asturias 2009            | Jan Kopecký       | Petr Starý        |
| 4   | 2009 | RAC MSA Rally of Scotland 2009                  | Guy Wilks         | Phil Pugh         |
| 5   | 2010 | 30. Rally Argentina 2010                        | Juho Hänninen     | Mikko Markkula    |
| 6   | 2010 | 34. Rally Islas Canarias - El Corte Inglés 2010 | Jan Kopecký       | Petr Starý        |
| 7   | 2010 | Rally d'Italia Sardinia 2010                    | Juho Hänninen     | Mikko Markkula    |
| 8   | 2010 | 46. Belgium Geko Ypres Rally 2010               | Freddy Loix       | Frederic Miclotte |
| 9   | 2010 | 51. Rali Vinho da Madeira 2010                  | Freddy Loix       | Frederic Miclotte |
| 10  | 2010 | 40. Barum Czech Rally Zlín 2010                 | Freddy Loix       | Frederic Miclotte |
| 11  | 2010 | RAC MSA Rally of Scotland 2010                  | Juho Hänninen     | Mikko Markkula    |
| 12  | 2011 | 35. Rally Islas Canarias - El Corte Inglés 2011 | Juho Hänninen     | Mikko Markkula    |
| 13  | 2011 | 7. Prime Yalta Rally                            | Juho Hänninen     | Mikko Markkula    |
| 14  | 2011 | 47. Belgium Geko Ypres Rally 2011               | Freddy Loix       | Frederic Miclotte |
| 15  | 2011 | 46.º SATA Rallye Açores 2011                    | Juho Hänninen     | Mikko Markkula    |
| 16  | 2011 | 41. Barum Czech Rally Zlín 2011                 | Jan Kopecký       | Petr Starý        |
| 17  | 2011 | 45. Canon Mecsek Rallye 2011                    | Jan Kopecký       | Petr Starý        |
| 18  | 2011 | RACMSA Rally of Scotland 2011                   | Andreas Mikkelsen | Ola Floene        |
| 19  | 2011 | 39th FxPro Cyprus Rally                         | Andreas Mikkelsen | Ola Floene        |
| 20  | 2012 | 47.º SATA Rallye Açores 2012                    | Andreas Mikkelsen | Ola Floene        |
| 21  | 2012 | 36º Rally Islas Canarias-El Corte Inglés        | Jan Kopecký       | Paul Dresler      |
| 22  | 2012 | Circuit of Ireland 2012                         | Juho Hänninen     | Mikko Markkula    |
| 23  | 2012 | 96. Rally Targa Florio 2012                     | Jan Kopecký       | Petr Starý        |
| 24  | 2012 | 48. Belgium Geko Ypres Rally 2012               | Juho Hänninen     | Mikko Markkula    |
| 25  | 2012 | Sibiului Rally Romania 2012                     | Andreas Mikkelsen | Ola Fløene        |
| 26  | 2012 | 42. Barum Czech Rally Zlín 2012                 | Juho Hänninen     | Mikko Markkula    |
| 27  | 2012 | 32. Mabanol Rally Sliven 2012                   | Dimitar Iliev     | Yanaki Yanakiev   |

### ERC
| N.º | Año  | Rally                                    | Piloto          | Copiloto          |
| --- | ---- | ---------------------------------------- | --------------- | ----------------- |
| 1   | 2010 | 46. Belgium Geko Ypres Rally             | Jan Kopecký     | Petr Stary        |
| 2   | 2010 | 51. Rali Vinho da Madeira                | Jan Kopecký     | Petr Stary        |
| 3   | 2011 | 52. Rallye International du Valais       | Antonín Tlusťák | Jan Škaloud       |
| 4   | 2012 | 29. Internationale Rally Jänner          | Jan Kopecký     | Pavel Dresler     |
| 5   | 2012 | 39. Rally Croatia                        | Juho Hänninen   | Mikko Markkula    |
| 6   | 2012 | 43. Rally Bulgaria                       | Dimitar Iliev   | Yanaki Yanakiev   |
| 7   | 2012 | 48. Belgium Geko Ypres Rally             | Juho Hänninen   | Mikko Markkula    |
| 8   | 2012 | 41. Bosphorus Rally                      | Juho Hänninen   | Mikko Markkula    |
| 9   | 2012 | 42. Barum Czech Rally Zlín               | Juho Hänninen   | Mikko Markkula    |
| 10  | 2012 | 69. Rajd Polski                          | Esapekka Lappi  | Janne Ferm        |
| 11  | 2013 | 30. Internationale Jänner Rallye         | Jan Kopecký     | Pavel Dresler     |
| 12  | 2013 | 36º Rally Islas Canarias-El Corte Inglés | Jan Kopecký     | Pavel Dresler     |
| 13  | 2013 | 48. SATA Rallye Açores                   | Jan Kopecký     | Pavel Dresler     |
| 14  | 2013 | 49. Geko Ypres Rally                     | Freddy Loix     | Frederic Miclotte |
| 15  | 2013 | 13. Sibiu Rally Romania                  | Jan Kopecký     | Pavel Dresler     |
| 16  | 2013 | 43. Barum Czech Rally Zlín               | Jan Kopecký     | Pavel Dresler     |
| 17  | 2013 | 40. Croatia Rally                        | Jan Kopecký     | Pavel Dresler     |
| 18  | 2013 | 54. Rallye International du Valais       | Esapekka Lappi  | Janne Ferm        |
| 19  | 2014 | Rally Liepāja Ventspils                  | Esapekka Lappi  | Janne Ferm        |
| 20  | 2014 | 72. Circuit of Ireland                   | Esapekka Lappi  | Janne Ferm        |
| 21  | 2014 | 50. Geko Ypres Rally                     | Freddy Loix     | Johan Gitsels     |
| 22  | 2014 | 55. Rallye International du Valais       | Esapekka Lappi  | Janne Ferm        |

### PWRC
| N.º | Año  | Rally                          | Piloto                | Copiloto         |
| --- | ---- | ------------------------------ | --------------------- | ---------------- |
| 1   | 2009 | 3rd Rally Norway               | Patrik Sandell        | Emil Axelsson    |
| 2   | 2009 | Cyprus Rally                   | Patrik Sandell        | Emil Axelsson    |
| 3   | 2009 | 56th Acropolis Rally of Greece | Lambros Athanassoulas | Nikolaos Zakheos |

### SWRC
| N.º | Año  | Rally                        | Piloto               | Copiloto           |
| --- | ---- | ---------------------------- | -------------------- | ------------------ |
| 1   | 2010 | Rally Sweden                 | Per-Gunnar Andersson | Anders Fredriksson |
| 2   | 2010 | 60th Neste Oil Rally Finland | Juho Hänninen        | Mikko Markkula     |
| 3   | 2010 | Rallye Deutschland           | Patrik Sandell       | Emil Axelsson      |
| 4   | 2010 | Rallye de France             | Patrik Sandell       | Emil Axelsson      |
| 5   | 2010 | Wales Rally GB               | Andreas Mikkelsen    | Ola Floene         |
| 6   | 2011 | Acropolis Rally              | Juho Hänninen        | Mikko Markkula     |
| 7   | 2011 | 61st Neste Oil Rally Finland | Juho Hänninen        | Mikko Markkula     |
| 8   | 2011 | 47.º RACC Rally de España    | Juho Hänninen        | Mikko Markkula     |
| 9   | 2012 | 46.º Rally de Portugal       | Hayden Paddon        | John Kennard       |